# Canaliile
Canaliile (titlul original: în franceză Les Canailles) este un film thriller franco-italian, realizat în 1960 de regizorul Maurice Labro, 
după romanul lui James Hadley Chase You Find Him, I'll Fix Him, protagoniști fiind actorii Marina Vlady, Robert Hossein, Philippe Clay și Scilla Gabel. 

## Rezumat
Hélène Chalmers, fiica unui mare șef al unui grup de presă american, sosește la Roma, iar Ed Dawson, șeful agenției italiene, este însărcinat să o primească. La scurt timp după sosirea ei, Hélène dispare, iar tatăl ei îi cere lui Ed să o găsească. El își propune să o găsească și se trezește implicat într-o aventură tenebroasă.

## Distribuție
- Marina Vlady – Hélène Chalmers
- Robert Hossein – Ed Dawson
- Philippe Clay – Carlo Sarotti
- Scilla Gabel – Gina, secretara
- Claire Maurier – June Chalmers
- Alexandre Gauge – Chalmers
- Georges Vitaly – Rocky
- Arnoldo Foà – comisarul Tonioni
- Charles Lemontier
- Giovanna Ralli
- Sophie Saint-Just
- William Sabatier

## Coloana sonoră
- Prends-moi comme je suis, muzica de Marguerite Monnot și Georges Alloo, textul de René Rouzaud, interpretează Sandra